# Kapazitiver Melder
Ein kapazitiver Melder ist eine technische Einrichtung, um Veränderungen an der Position oder Lage eines Objektes zu überwachen. Kapazitive Melder werden als Sensoren bei Einbruchmeldeanlagen eingesetzt.

## Arbeitsweise
Der kapazitive Melder überprüft kontinuierlich die elektrische Kapazität eines elektrostatischen Feldes. Wird der Aufbau des Feldes verändert, indem ein Objekt innerhalb dieses Feldes verschoben oder berührt wird, ändert sich die Kapazität. Diese Änderung wird gemessen und kann eine Reaktion auslösen.

### Beispiel
Ein Tresorschrank aus Stahl soll gegen Diebstahl gesichert werden. Ein kapazitiver Melder kann verwendet werden, um bei einem Abtransport des Tresorschranks Alarm auszulösen.
Dazu wird der Tresorschrank aus Stahl über einer Stahlplatte aufgestellt. Zwischen Stahlplatte und Stahl-Tresor befindet sich ein elektrisch nichtleitender Gegenstand (z. B. PVC-Isolatoren). Ein elektronisches Steuergerät erzeugt nach dem Einschalten der Überwachungsanlage ein elektrostatisches Feld zwischen dem Tresor und der Stahlplatte.
Zur Erhaltung des elektrostatischen Feldes wird konstant elektrische Energie aufgewendet. Die Menge der aufgewendeten Energie wird gespeichert; das Steuergerät merkt sich also, wie viel Strom hierfür verbraucht wird.
Wird nun der Tresorschrank berührt oder bewegt, ändert sich die Energiebilanz des Feldes durch äußeren Einfluss innerhalb kurzer Zeit stark. Bei einem Abtransport des Tresorschrankes wird das Feld nahezu völlig zerstört. Auch ein Öffnen der Tresortür wirkt sich auf das Feld aus. Diese Änderung des elektrostatischen Feldes bewirkt eine Alarmmeldung.

## Nachteile des kapazitiven Melders
Das zur Überwachung aufgebaute elektrostatische Feld wird durch andere Felder beeinflusst. Mobilfunk, Computer oder andere elektromagnetisch unverträgliche Geräte können im Betrieb das vom kapazitiven Melder verwendete Feld verstärken oder abschwächen und so einen Falschalarm auslösen. Deshalb werden kapazitive Melder heute allgemein nicht mehr neu installiert.